# Agroiconota
Agroiconota  (лат.) — род жуков щитоносок (Cassidini) из семейства листоедов. Северная и Южная Америка. Клипеус горизонтальный. Надкрылья гладкие, равномерно выпуклые. Края пронотума и надкрылий плоские. Голова горизонтальная, полностью покрыта пронотумом и не видна сверху; глаза на одной плоскости с ротовыми частями. Растительноядная группа, питаются растениями различных семейств, в том числе (Agroiconota bivittata), вьюнковыми (Convolvulaceae: Ipomoea batatas,  Convolvulus sepium).
- Agroiconota atromaculata Borowiec, 2005
- Agroiconota atropunctata  Borowiec, 2005
- Agroiconota aulatipennis  Spaeth, 1936
- Agroiconota bivittata (Say, 1827)
- Agroiconota carlobrivioi  Borowiec, 2005
- Agroiconota conflagrata  (Boheman, 1855)
- Agroiconota cubana  Blake, 1970
- Agroiconota gibberosa  (Boheman, 1855)
- Agroiconota gibbipennis  Borowiec, 2005
- Agroiconota inedita  (Boheman, 1855)
- Agroiconota judaica (Fabricius, 1781)
- Agroiconota lateripunctata  Spaeth, 1936
- Agroiconota paraguayana  Borowiec, 2005
- Agroiconota parellina  Spaeth, 1937
- Agroiconota propinqua  (Boheman, 1855)
- Agroiconota pullula  (Boheman, 1855)
- Agroiconota punctipennis  (Boheman, 1855)
- Agroiconota reimoseri  Spaeth, 1936
- Agroiconota sanareensis  Borowiec, 2005
- Agroiconota sodalis  Spaeth, 1936
- Agroiconota stupidula  (Boheman, 1855)
- Agroiconota subtriangularis  Spaeth, 1936
- Agroiconota subvittata  (Boheman, 1855)
- Agroiconota tristriata  (Fabricius, 1792)
- Agroiconota urbanae  Buzzi, 1996
- Agroiconota vilis  (Boheman, 1855)